# Sylvester James
Sylvester James, född 6 september 1947 i Watts i Los Angeles, död 16 december 1988 i San Francisco (AIDS), var en amerikansk discomusiker.
James var känd för att sjunga i falsett, trots sin barytonstämma. Hans mormor var jazzsångerskan Julia Morgan. "You Make Me Feel (Mighty Real)" är en av hans mest kända låtar. En annan känd låt var Do Ya Wanna Funk.

## Diskografi
- Sylvester & the Hot Band (inspelad av Sylvester & the Hot band; Blue Thumb, 1973)
- Bazaar (inspelad av Sylvester & the Hot band; Blue Thumb, 1973)
- Sylvester (Fantasy, 1977)
- Step II (Fantasy, 1978)
- Stars (Fantasy, 1979)
- Living Proof (liveinspelat dubbelalbum; Fantasy, 1979)
- Sell My Soul (Fantasy/Honey, 1980)
- Too Hot To Sleep (Fantasy/Honey, 1981)
- All I Need (Megatone, 1982)
- Call Me (Megatone, 1983)
- M-1015 (Megatone, 1984)
- 12 By 12 (Megatone)
- Mutual Attraction (Warner Bros., 1986)
- Immortal (Megatone, 1989)

## Fotnoter
1. 1 2  SNAC, SNAC Ark-ID: w63x9sv6, läs online, läst: 9 oktober 2017.[källa från Wikidata]
2. 1 2  Find a Grave, Find A Grave-ID: 7122545, läs online, läst: 9 oktober 2017.[källa från Wikidata]
3. 1 2  Discogs, Discogs artist-ID: 16794, läst: 9 oktober 2017.[källa från Wikidata]
4. ↑  Gemeinsame Normdatei, läst: 15 december 2014.[källa från Wikidata]
5. ↑  Gemeinsame Normdatei, läst: 31 december 2014.[källa från Wikidata]